# Češljugovinolike
Češljugovinolike (lat. Dipsacales), biljni red dvosupnica kod nekih autora uključen u podrazred Cornidae koji nosi ime po rodu češljugovina (Dipsacus).

## Opis
Dipsacales je red cvjetnica ili orlovih noktiju, koji sadrži 46 rodova i oko 1090 vrsta, koje su rasprostranjene po cijelom svijetu, ali su uglavnom usredotočene na sjevernu hemisferu. Red je najpoznatiji po svojim ukrasnim biljkama, kao što su kozokrvina (Lonicera), udikovina (Viburnum), Scabiosa.
Tipično, biljke u Dipsacales imaju nasuprotne, često žlijezdasto nazubljene listove, cvjetove u cimoznim (s ravnim vrhom) grozdovima, latice spojene u cjevčicu vjenčića (bilo pravilnu ili obostrano simetričnu) i donje jajnike. U većini rodova latice su sličnog oblika, ali neki pripadnici reda razvijaju cvjetove s dvije usne u kojima je jedna polovica cvijeta zrcalna slika druge polovice (bilateralna simetrija). Većina pripadnika reda su grmoliki, ali postoji i nekoliko zeljastih članova.
Red ima dvije obitelji, Adoxaceae i Caprifoliaceae, i pripada kladi asterida (organizmi s jednim zajedničkim pretkom), ili simpetalnoj lozi biljaka cvjetnica, u skupini zvončića botaničke skupine klasifikacije Angiosperma Phylogeny Group IV (APG IV)

## Porodice
1. Adoxaceae Trautv.; moškovičevke
2. Caprifoliaceae Juss.; kozokrvnice (nakeda nazivana i bazgovke dok se smatralo da joj pripada rod sambucus[2])

- Diervillaceae Pyck; više nije priznata. Rodovi Diervilla i Weigela priključeni su porodici Caprifoliaceae.
- Dipsacaceae Juss.; češljugovke rodovi priključeni porodici Caprifoliaceae.
- Linnaeaceae Backlund; rod Linnaea priključen porodici Caprifoliaceae.
- Sambucaceae Batsch rod sambucus vodi se i kao dio porodice Adoxaceae (Moškovičevke), a naziv Sambucaceae kao njezin sinonim.
- Morinaceae J.G. Agardh rod morina priključen je porodici Caprifoliaceae.
- Valerianaceae Batsch; rod valeriana priključen je porodici Caprifoliaceae.
- Viburnaceae Raf. rod Viburnum vodi se i kao dio porodice Adoxaceae (Moškovičevke), a naziv Viburnaceae kao njezin sinonim.[3]

## Znanstveni sinonimi
- Adoxales Nakai
- Caprifoliales Lindley
- Lonicerales T. Leibe
- Sambucales Berchtold & J. Presl
- Valerianales Berchtold & J. Presl
- Viburnales Dumortier